# Evolution Studios
Evolution Studios Ltd. – brytyjski producent gier komputerowych. Firma została założona w 1999 roku przez Martina Kenwrighta i Iana Hetheringtona.
Jednostką zależną Evolution Studios było Bigbig Studios.

## Gry
| Tytuł gry                | Data wydania | Platforma     |
| ------------------------ | ------------ | ------------- |
| World Rally Championship | 2001         | PlayStation 2 |
| WRC II Extreme           | 2002         | PlayStation 2 |
| WRC 3                    | 2003         | PlayStation 2 |
| WRC 4                    | 2004         | PlayStation 2 |
| WRC: Rally Evolved       | 2005         | PlayStation 2 |
| MotorStorm               | 2007         | PlayStation 3 |
| MotorStorm: Pacific Rift | 2008         | PlayStation 3 |
| MotorStorm: Apokalipsa   | 2011         | PlayStation 3 |
| DriveClub                | 2014         | PlayStation 4 |